# مزرعه نمونه ارتش
مزرعه نمونه اتکا، روستایی است از توابع بخش وشمگیر شهرستان آق‌قلا در استان گلستان ایران.

## جمعیت
این روستا در دهستان مزرعه شمالی قرار دارد و براساس سرشماری مرکز آمار ایران در سال ۱۳۸۵، جمعیت آن ۵۶ نفر (۱۵خانوار) بوده‌است.